# Street Sharks
Street Sharks (Tubarões Urbanos no Brasil) é uma série animada estadunidense de ação e aventura criada por David Siegel e Joe Galliani sobre
quatro heróis meio homem / meio tubarão que combatem o crime. Foi produzida pela DIC Productions LP em conjunto com a Bohbot Entertainment, sendo exibida de 1994 a 1997, originalmente como parte do bloco de programação Amazin' Adventures. Junto disso, foi acompanhada por uma linha de brinquedos da Mattel.
O desenho foi fortemente inspirado em outras animações da época focadas em esquadrões de animais antropomórficos, como por exemplo Teenage Mutant Ninja Turtles, série com a qual Street Sharks rivalizou em seu tempo de transmissão. A série já rendeu vários brinquedos, produtos e gibis, e foi sucedida por um spin-off chamado Extreme Dinosaurs em 1997.

## Sinopse
A história começa quando o Dr. Robert Bolton e seu parceiro Dr. Luther Paradigm criam uma máquina capaz de alterar e fundir DNAs de animais aquáticos os transformando em híbridos antropomórficos. No entanto Paradigm obcecado por poder em querer usar a máquina para benefício próprio planeja criar seu próprio exército de animais mutantes fazendo Dr. Bolton tentar impedi-lo sem sucesso sendo transformado em um mutante (cuja forma não é revelada no desenho) pelo vilão e fugindo depois disso. Com isso os filhos de Bolton decidem ir atrás do pai até serem capturados por Paradigm e tendo seus DNAs alterados virando assim tubarões mutantes que acabam por se rebelarem contra Paradigm. Os quatro escapam e unem forças com a assistente do doutor Lena Mack e seu amigo Bends, após serem incriminados por Dr. Paradigm que faz a cidade acreditar que eles são os vilões. Com isso tubarões passam a aderir o título de "Street Sharks" e passam a lutar contra Paradigm e seus capangas para mostrarem sua inocência ao mesmo tempo que impedem o vilão de continuar seus planos.

## Personagens

### Família Bolton
- Ripster
- Jab
- Streex
- Big Slammu
- Dr. Robert Bolton
- Sir Thomas Bolton

### Aliados
- Lena Mack
- Bends
- Moby Lick
- Rox
- Presidente David Horne
- El Swordo
- Mantaman

- Dino Vengers
  - T-Bone
  - Stegz
  - Bullzeye
  - Spike

### Antagonistas
- Dr. Luther Paradigm
  - SharkBot
  - Tentakill
  - Seaviates 
    - Slobster
    - Slash
    - Killamari
    - Repteel
    - Louie Camarão
- Maximillian Greco
  - Zeus e Apollo
- Malcolm Medusa III
  - Clammando
- Raptors
  - Bad Rap
  - Haxx
  - Spittor
- Dr. Tecno-Piranoid
  - Mechosharks

## Episódios
| Temporada | Episódios | Transmissão original  | Transmissão original   |
| Temporada | Episódios | Estreia               | Última transmissão     |
| --------- | --------- | --------------------- | ---------------------- |
| 1         | 13        | 7 de setembro de 1994 | 28 de novembro de 1994 |
| 2         | 19        | 5 de janeiro de 1995  | 29 de maio de 1995     |
| 3         | 8         | 3 de outubro de 1996  | 18 de maio de 1997     |

## Home video

### Estados Unidos
Em 1995, a Buena Vista Home Video lançou um VHS intitulado The Gene Slamming Begins, que apresentava os 3 primeiros episódios da 1ª temporada: "Sharkbait", "Sharkbite" e "Sharkstorm" combinados em um formato de longa-metragem. A Buena Vista seguiu este lançamento com duas fitas com episódios da 1ª temporada: "Shark Quest", que teve os episódios "Shark Quest" e "Lone Shark", e a outra: "Shark 'n' Roll" que contou com os episódios "Shark ' n' Roll" e "Fresh Water Shark". Excepcionalmente, esses lançamentos foram rotulados como regulares pela BVHV, em vez de serem lançados sob o rótulo DIC Toon-Time Video, ao contrário de outros VHS da DIC lançados pela empresa na época.
No final de setembro de 2012, a Mill Creek Entertainment anunciou que lançaria a série em DVD no 1° trimestre de 2013.
Em 19 de fevereiro de 2013, a Mill Creek Entertainment lançou Street Sharks – The Complete Series em DVD pela primeira vez. Esta versão foi descontinuada e está esgotada.
Em 16 de janeiro de 2018, a Mill Creek Entertainment relançou a série completa em DVD.
Em 13 de dezembro de 2021, a Discotek Media anunciou que lançaria a série em SD Blu-ray sob licença da 41 Entertainment e da Invincible Entertainment Partners em abril de 2022. O conjunto acabou sendo lançado em 29 de março de 2022. Este foi o primeiro lançamento da Discotek Media de uma série animada ocidental que não é baseada em um videogame.

### Reino Unido
Em 1996, a BMG Video lançou três fitas VHS no Reino Unido, apresentando os mesmos episódios dos VHS lançados nos EUA, embora a primeira fita tenha sido renomeada como Jawsome!.
Em 2004, a Anchor Bay UK lançou um único pacote de DVD/VHS com os primeiros 4 episódios.
Em 2005, a Avenue Entertainment lançou dois volumes em DVD contendo dois episódios cada: o Volume 1 apresentava "Sharkbite" e "Shark Fight" e o Volume 2 apresentava "Sky Sharks" e "Shark of Steel".

## Produtos vinculados
Em 1996, a Archie Comics lançou uma série de quadrinhos baseada em Street Sharks. Foi publicada uma minissérie de três edições baseada nos três primeiros episódios, e uma série regular, que também durou três edições.
Uma linha de brinquedos foi lançada pela Mattel de 1994 a 1997.